# Fredrik Carl Sinclair

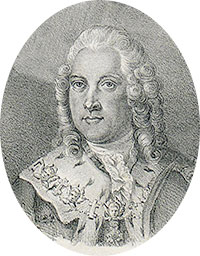
Fredrik Carl Sinclair

Fredrik Carl Sinclair (* 17. Oktober 1723; † 11. Mai 1776 in Karlskrona) war ein schwedischer Adliger, Militär und Politiker.

## Leben
Seine Eltern waren der schwedische Generalmajor Carl Anders Sinclair (1674–1753) und dessen Ehefrau Barbara Christina von Schwartzenhoff.
Sinclair wurde in seinem ersten militärischen Einsatz 1757 schwer verwundet und erhielt eine lebenslange Pension. 1762 wurde er von Königin Luise Ulrike als Reiter bei Kronprinz Gustav, dem späteren König Gustav III. angestellt. Im selben Jahr begann er den Aufbau des Lustschlosses Lambohovs säteri außerhalb von Linköping. 1766 wurde er Freiherr.
Er war Reichsrat und Graf. Von 1772 bis 1776 war er Generalgouverneur von Schwedisch-Pommern.
Sinclair heiratete 1749 Sofia Reuter af Skälboö, mit der er drei Kinder hatte: Catharina Sofia (1750–1818), Christina Charlotte (1750–1806) und Friedrich Sinclair (1751–1816).